# Герайнт ап Эрбин
Ге́райнт ап Эрбин (корн. Gerren ap Erbin; 448—508) — король Думнонии (480—508).

## Биография
Герайнт был сыном короля Думнонии Эрбина ап Константина. Он наследовал отцу в 480 году.
Первой женой Герайнта была Гвиар верх Амлауд, дочь Амлауда Вледига, четвероюродная сестра его отца. После её смерти он женился на Энид верх Инир, принцессе из Гвента.
Считается, что некогда он схватил святую Буриану, дабы она исцелила его сына от паралича. Она согласилась и сделала это. Однако король продолжал её удерживать и сказал, что отпустит только если кукушка прокукует над заснеженной землёй. Тогда св. Пиран встал на молитву, и случилось чудо, по которому св. Буриана была освобождена; впрочем, позже король вновь захватил её, и «как только ему это удалось, она отошла ко Господу».
Герайнт ап Эрбин обладал самым мощным флотом в Британии, а один из его замков назывался Кайр-Гуррел, то есть «Форт Кораблей». В 508 году он бился с саксами во главе с Сэксой в битве при Ллонгборте, где и погиб. Новым королём Думнонии стал его сын Кадок.
Его дочь Гвегниер стала женою Карадока, сына Гургана.
Предполагается, что Герайнт мог являться прототипом Рыцаря Круглого стола сэра Геррента.